# Slavonia Band
Slavonia Band je tamburaški sastav iz Đakova. Najveću pozornost šire javnosti pribavili su im hit "Ej lutkice" i suradnja s Colonijom u pjesmi "Gukni golube". Izvode autorske pjesme te obrade više ili manje poznatih pjesama.

## Povijest
Postoje od 2001. iako su njeni članovi svirali skupa unazad deset godina i djelovali u glazbenim skupinama pod nekim drugim imenima. Tako nisu bili novaci na sceni, već je samo formalizirana suradnja. 
Redovito nastupaju na tamburaškim festivalima u Požegi, Slavonskom Brodu i Pitomači. Vrijedna crtica u biografiji sastava su i nastupi na nacionalnoj televiziji u serijalima "Hit do hita" i "Domovnica", gdje su osim s poznatim imenima tamburaške glazbe surađivali i s pop-rock izvođačima.
Razlog za uvođenje bubnjeva bila ne želja benda, da se primaknu mladeži koja ih je čekala na koncertima. Smatrali su da moraju obogatiti svoj repertoar i zvuk. Iako nisu  klasični tamburaški sastav smatraju da i dalje njeguju etnozvuk u skladu s tradicijom. Odmaknuli su se od klasične tamburaške glazbe kad su počeli surađivati s Borisom Đurđevićem i Colonijom, ali misle da su i dalje blizu publike koja sluša i podržava tamburašku glazbu.
Nakon 20 godina postojanja benda, od benda se oprostio glavni vokal i bugarist Branko Ilakovac, a njegovu ulogu preuzima Josip Rukavina.

### O imenu
Kad su osnivali sastav bili su mladi i imali su pozive za nastup u inozemstvu pa su htjeli da im naziv zvuči internacionalno. To je razlog za "band" u imenu i jedan od razloga za izbacivanje slova "j" iz Slavonija. Drugi razlog za izbacivanje slova "j" je da ih naziv podsjeća na "prekrasno šokačko ime Ana". Prema riječima Branka Ilkakovca, on je jako dugo zaljubljen u "jednu Anu iz sokaka svog [mog]" pa je čak i svoju kćerku nazvao po njoj.

## Članovi
- Dario Vidović, prima
- Alan Kladarić, brač 1
- Ivan Rendulić, brač 2
- Dražen Ančić, bas
- Josip Rukavina, bugarija i vokal
- Krešimir Horvat  bubnjevi

## Diskografija

### Studijski albumi
- Idu kiše (2002., Orfej)
- Radost Božića (2007., Menart) §
- Zbogom noći (2007., Menart)
- Lijepom Našom (2008., Menart) (3 CD-a x 16 pjesama) §
- Zlatna polja (2013., Menart)

§- obrade